# Concepción Ramírez
Pour les articles homonymes, voir Ramirez.
Concepción Ramírez, née à Santiago Atitlán dans le département de Sololá au Guatemala le 8 mars 1942, morte le 10 septembre 2021, est une militante pacifiste autochtone guatémaltèque.
Son portrait comme la « plus jolie femme indigène » du Guatemala figure sur la pièce guatémaltèque de 25 centavo, également connue sous le nom de « choca ». Elle milite ensuite pour la paix et contre les violences policières.

## Biographie
Concepcion Ramírez est né le 8 mars 1942 à Santiago Atitlán, une ville de la région de Tzanjuyú. Son père est un prédicateur évangélique, et sa mère lui enseigne l'artisanat traditionnel à la maison. En 1965, elle épouse Miguel Ángel Reanda Sicay, ils ont six enfants.

### «Plus jolie femme indigène» sur la pièce de 25 centavo
Lorsqu'elle a dix-sept ans, en 1959, son portrait est choisi pour figurer sur la pièce de 25 centavo à la suite d'un concours pour trouver la « plus jolie femme indigène » du Guatemala. Le portrait est préparé à partir de photographies de l'artiste Alfredo Gálvez Suárez. Les gens se réfèrent à son portrait et l'appellent la « femme de la choca », elle est ainsi connue de tous les habitants du pays.

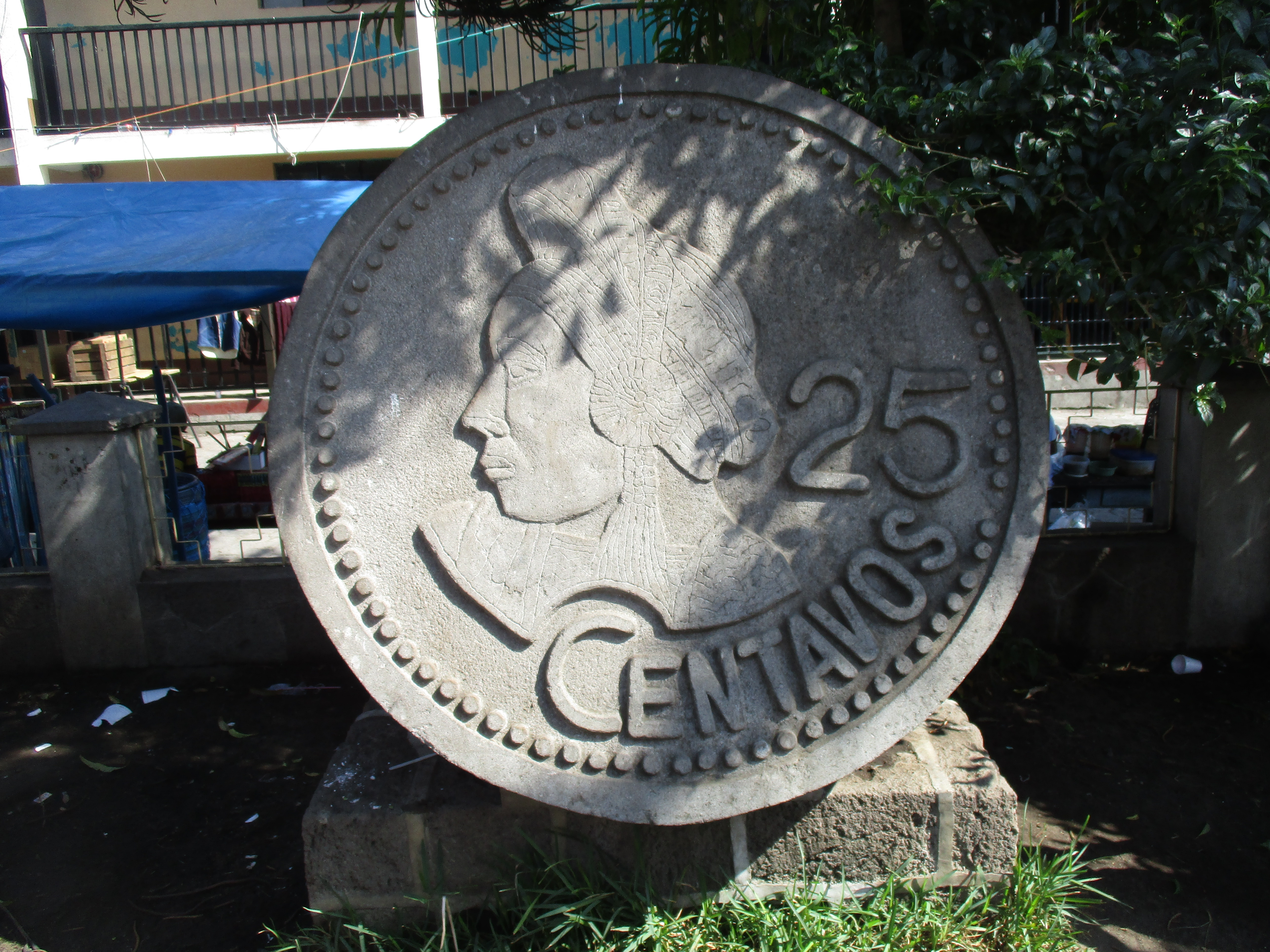
Sculpture de la pièce de 25 centavo Ramirez présente sur la Plaza Concepcion, Santiago Atitlan.

Concepción Ramírez devient une porte-parole de la culture Tz'utujil, et elle se passionne pour le maintien de ses traditions et de sa langue.

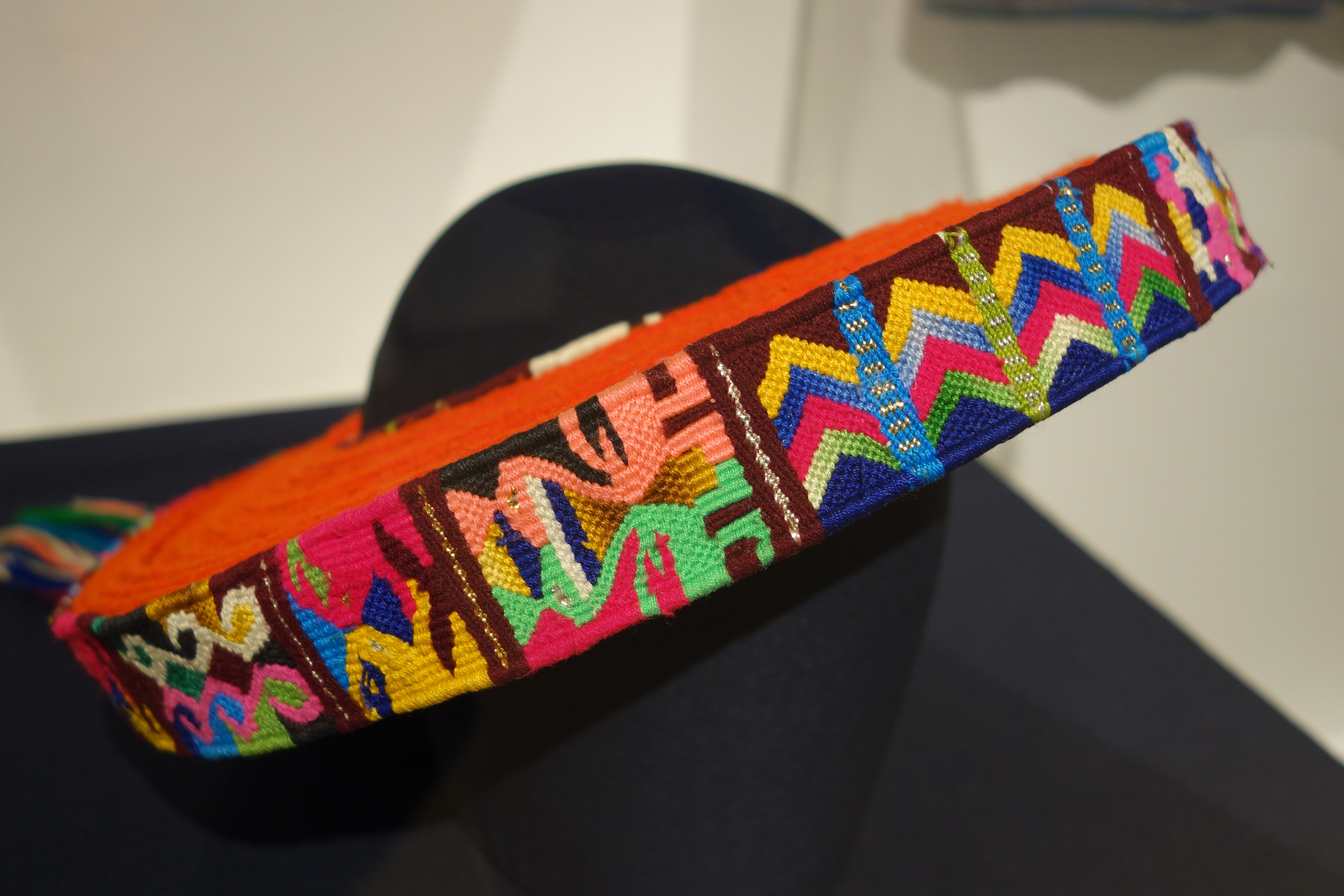
Tocoyal (ruban de cheveux / coiffe), Tz ' utujil Maya, Santiago Atitlan, v. 1920, coton - Musée du textile du Canada.

Le portrait gravé sur la pièce représente Concepción Ramírez portant une coiffe tocoyale, en forme de lac Atitlán, et faite de tissu enroulé vingt fois autour de la tête.
La Plaza Concepción de la ville porte son nom. En 2019, le parc de Santiago Atitlan est aménagé pour y inclure un monument la représentant sur un choco en bas-relief de 1 m de haut.

### Militantisme pour la paix
Le Guatemala a un passé politique violent et la famille de Concepción Ramirez en est affectée : le 7 janvier 1980, son père est torturé à mort en même temps que vingt-sept autres personnes ; le 22 mai 1990, son mari est assassiné avec trois autres personnes dans une vague de violence politique.
En réaction à ces violences et au meurtre de ses proches, Concepción Ramírez se prononce fortement contre la violence politique. En 2007, elle a l'honneur de déposer une rose blanche pour la paix au Palais National de la Culture, et elle remet un rapport sur le conflit armé.
Le 8 mars 2016, la sous-direction générale de la prévention du crime de la police civile nationale de Santiago Atitlán lui rend hommage à l'occasion de son 74e anniversaire.
En 2018, Concepción Ramírez reçoit une pension de l'État, en reconnaissance de ce qu'elle a fait pendant sa vie.
Elle meurt dans sa ville natale, à Santiago Atitlán dans le département de Sololá, le 10 septembre 2021.

### Hommages et distinctions
Un hommage lui est rendu en 2016 par la sous-direction générale de la prévention du crime de la police.
Elle reçoit l'ordre municipal du royaume de Tzutujil en 2019.
Une sculpture en bas-relief la représente depuis 2019 dans le parc de Santiago Atitlán. La Plaza Concepción de cette ville porte son prénom.